# Canal+ Action
Canal+ Action est une chaîne de sport et de cinéma du Groupe M7 (propriété du Groupe Canal+), diffusant aux Pays-Bas, en République tchèque, en Slovaquie, en Autriche et en Hongrie.

## Historique
En République tchèque et en Slovaquie, la chaîne commence à émettre le 28 février 2023.